# Drewnica (gmina)
Drewnica – dawna gmina wiejska istniejąca w latach 1945–1954 i 1973–1976 w woj. gdańskim, a następnie w elbląskim (dzisiejsze woj. pomorskie), w regionie Żuław Wiślanych. Siedzibą władz gminy była Drewnica.
Gmina Drewnica powstała po II wojnie światowej (1945) w części byłego Wolnego Miasta Gdańsk, w której utworzono powiat gdański (ziemie te wchodziły w skład tzw. IV okręgu administracyjnego – Mazurskiego). 7 kwietnia 1945 gmina – wraz z pozostałym obszarem byłego Wolnego Miasta Gdańsk – weszła w skład nowo utworzonego woj. gdańskiego.
Według stanu z 1 lipca 1952 gmina składała się z 9 gromad: Bronowo, Drewnica, Dworek, Izbiska, Leszkówki, Mikoszewo, Niedźwiedzica, Przemysław i Żuławki. 1 stycznia 1954 gminę przeniesiono do nowo utworzonego powiatu nowodworsko-gdańskiego w tymże województwie. Gmina została zniesiona 29 września 1954 wraz z reformą wprowadzającą gromady w miejsce gmin.
Jednostkę reaktywowano 1 stycznia 1973 w tymże powiecie i województwie. 1 czerwca 1975 gmina weszła w skład nowo utworzonego woj. elbląskiego. 1 lipca 1976 roku gmina została zniesiona przez połączenie z dotychczasową gminą Stegna w nową gminę Stegna.